# 罗兰·马尔季罗索夫
罗兰·古尔格诺维奇·马尔季罗索夫（俄语：Роллан Гургенович Мартиросов，1935年10月6日—2020年2月28日），苏联/俄罗斯飞机设计师，俄罗斯联邦劳动英雄。

## 生平
1959年毕业于莫斯科航空学院，在苏霍伊实验设计局工作，从一名工程师成长为首席设计师，为苏-7战斗轰炸机、蘇-15攔截機、T-4偵察機、Su-24戰鬥轟炸機、苏-27战斗机的研发及系列开发做出了巨大贡献。1991年开始担任苏-34战斗轰炸机首席设计师。
2017年获俄罗斯联邦劳动英雄荣誉称号。2020年2月28日逝世，终年84岁。